# Misumena nigripes
Misumena nigripes es una especie de araña del género Misumena, familia Thomisidae.

## Distribución
Esta especie se encuentra en Perú y Guayana Francesa.